# Sympycnus infimus
Sympycnus infimus är en tvåvingeart som beskrevs av Octave Parent 1932. Sympycnus infimus ingår i släktet Sympycnus och familjen styltflugor. Inga underarter finns listade i Catalogue of Life.